# Brügg
Ne doit pas être confondu avec Brugg.
Brügg est une commune suisse du canton de Berne, située dans l'arrondissement administratif de Bienne.

## Géographie
La commune jouxte le canal de Nidau-Büren. Sur son territoire se trouve la centrale hydroélectrique au fil de l'eau, ajoutée au complexe du barrage de régulation de Port en 1995.

## Musée
- Musée du vélo de Brügg

## Transports
- Ligne de Bus pour Bienne
- Sur la ligne ferroviaire Berne-Bienne
- Sur le parcours du bateau Bienne-Soleure